# Rallye Polen 2009
Die 66. Rallye Polen war der achte von 12 FIA-Weltmeisterschaftsläufen 2009. Die Rallye bestand aus 18 Wertungsprüfungen und wurde zwischen dem 25. und dem 28. Juni gefahren.

## Bericht
Ford-Pilot Mikko Hirvonen hatte die Führung in der Weltmeisterschaft übernommen. Der Finne siegte bei der Rallye Polen, bei der es für das Ford-Team sogar einen Doppelsieg hätte geben können. Hirvonens zweitplatzierter Teamkollege Jari-Matti Latvala schied in der letzten Wertungsprüfung nach einem Fahrfehler aus. Dani Sordo (Citroën) wurde nach einer soliden Leistung zweiter. Sébastien Loeb fiel nach einem Unfall, am Freitagvormittag, auf den 33. Rang zurück. Nach Reparaturen am Auto begann er zwei Tage lang eine Aufholjagd und wurde am Ende Siebter. Damit gewann Loeb zwei Weltmeisterschaftspunkte in der Fahrerwertung und vier Zähler für Citroën in der Hersteller-Weltmeisterschaft, wo Citroën weiterhin in Führung liegt.
Sébastien Ogier (Citroën) hätte erneut den dritten Rang belegen können. Ogier schied am Sonntagnachmittag wegen eines Motorproblems aus. Damit stieg Henning Solberg (Ford) als Dritter aufs Podium. Seit 1973 wurde in Polen zum ersten Mal wieder ein Rallye-Weltmeisterschaftslauf (WRC) ausgetragen.

## Klassifikationen

### Endresultat
| Pos  | Fahrer              | Beifahrer         | Auto               | Zeit      | Rückstand | Punkte |
| WRC  | WRC                 | WRC               | WRC                | WRC       | WRC       | WRC    |
| ---- | ------------------- | ----------------- | ------------------ | --------- | --------- | ------ |
| 1    | Mikko Hirvonen      | Jarmo Lehtinen    | Ford Focus RS WRC  | 3:07:27.5 | 00:00.0   | 10     |
| 2    | Dani Sordo          | Marc Martí        | Citroën C4 WRC     | 3:08:37.8 | 01:10.3   | 8      |
| 3    | Henning Solberg     | Cato Menkerud     | Ford Focus RS WRC  | 3:09:33.2 | 02:05.7   | 6      |
| 4    | Petter Solberg      | Phil Mills        | Citroën Xsara WRC  | 3:09:51.8 | 02:24.3   | 5      |
| 5    | Matthew Wilson      | Scott Martin      | Ford Focus RS WRC  | 3:11:45.0 | 4:17.5    | 4      |
| 6    | Krzysztof Hołowczyc | Łukasz Kurzeja    | Ford Focus RS WRC  | 3:12:01.4 | 04:33.9   | 3      |
| 7    | Sébastien Loeb      | Daniel Elena      | Citroën C4 WRC     | 3:26:42.6 | 19:15.1   | 2      |
| 8    | Conrad Rautenbach   | Daniel Barritt    | Citroën C4 WRC     | 3:26:48.1 | 19:20.6   | 1      |
| JWRC |                     |                   |                    |           |           |        |
| 1    | Kevin Abbring       | Erwin Mombaerts   | Renault Clio R3    | 3:35:05.2 | 00:00.0   | 10     |
| 2    | Martin Prokop       | Jan Tománek       | Citroën C2 S1600   | 3:36:15.4 | 01:10.2   | 8      |
| 3    | Yoann Bonato        | Benjamin Boulloud | Suzuki Swift S1600 | 3:40:39.7 | 05:34.5   | 6      |
| 4    | Hans Weijs          | Bjorn Degandt     | Citroën C2 S1600   | 3:45:17.2 | 10:12.0   | 5      |
| 5    | Simone Bertolotti   | Luca Celestini    | Suzuki Swift S1600 | 3:51:50.3 | 16:45.1   | 4      |
| 6    | Radosław Typa       | Maciej Wisławski  | Citroën C2 R2      | 3:56:32.3 | 21:27.1   | 3      |
| 7    | Luca Griotti        | Corrado Bonato    | Renault Clio R3    | 4:00:53.6 | 25:48.4   | 2      |

### Wertungsprüfungen
| Tag                                    | WP          | Name        | Länge   | Start MESZ         | Gewinner         | Beifahrer         | Auto              | Zeit           | Leader         |
| -------------------------------------- | ----------- | ----------- | ------- | ------------------ | ---------------- | ----------------- | ----------------- | -------------- | -------------- |
| Tag 1 (25. Juni)                       | WP1         | Mikołajki 1 | 2,50 km | 20:00              | Petter Solberg   | Phil Mills        | Citroën Xsara WRC | 01:48.3        | Petter Solberg |
| Tag 2 (26. Juni)                       |             |             |         |                    |                  |                   |                   |                | Petter Solberg |
| Service Mikołajki, 09:00 Uhr (15 Min.) |             |             |         |                    |                  |                   |                   |                | Petter Solberg |
| WP2                                    | Grabówka 1  | 12,09 km    | 09:51   | Mikko Hirvonen     | Jarmo Lehtinen   | Ford Focus RS WRC | 06:49.7           | Sébastien Loeb |                |
| WP3                                    | Pianki 1    | 11,34 km    | 10:19   | Mikko Hirvonen     | Jarmo Lehtinen   | Ford Focus RS WRC | 05:22.2           | Mikko Hirvonen |                |
| WP4                                    | Paprotki 1  | 33,17 km    | 10:49   | Jari-Matti Latvala | Miikka Anttila   | Ford Focus RS WRC | 18:14.0           | Mikko Hirvonen |                |
| Service Mikołajki, 12:55 Uhr (30 Min.) |             |             |         |                    |                  |                   |                   | Mikko Hirvonen |                |
| WP5                                    | Grabówka 2  | 12,09 km    | 14:01   | Jari-Matti Latvala | Miikka Anttila   | Ford Focus RS WRC | 06:49.3           | Mikko Hirvonen |                |
| WP6                                    | Pianki 2    | 11,34 km    | 14:29   | Mikko Hirvonen     | Jarmo Lehtinen   | Ford Focus RS WRC | 05:15.4           | Mikko Hirvonen |                |
| WP7                                    | Paprotki 2  | 33,17 km    | 14:59   | Jari-Matti Latvala | Miikka Anttila   | Ford Focus RS WRC | 17:57.2           | Mikko Hirvonen |                |
| Service Mikołajki, 16:53 Uhr (45 Min.) |             |             |         |                    |                  |                   |                   | Mikko Hirvonen |                |
| Tag 3 (27. Juni)                       |             |             |         |                    |                  |                   |                   | Mikko Hirvonen |                |
| Service Mikołajki, 09:00 Uhr (15 Min.) |             |             |         |                    |                  |                   |                   | Mikko Hirvonen |                |
| WP8                                    | Danowo 1    | 11,88 km    | 10:14   | Sébastien Loeb     | Daniel Elena     | Citroën C4 WRC    | 06:18.1           | Mikko Hirvonen |                |
| WP9                                    | Gawliki 1   | 32,75 km    | 10:59   | Dani Sordo         | Marc Martí       | Citroën C4 WRC    | 17:44.4           | Mikko Hirvonen |                |
| WP10                                   | Wydminy 1   | 30,09 km    | 11:52   | Sébastien Loeb     | Daniel Elena     | Citroën C4 WRC    | 15:40.9           | Mikko Hirvonen |                |
| Service Mikołajki, 13:40 Uhr (30 Min.) |             |             |         |                    |                  |                   |                   | Mikko Hirvonen |                |
| WP11                                   | Danowo 2    | 11,88 km    | 15:18   | Mikko Hirvonen     | Jarmo Lehtinen   | Ford Focus RS WRC | 06:12.5           | Mikko Hirvonen |                |
| WP12                                   | Gawliki 2   | 32,75 km    | 16:03   | Sébastien Loeb     | Daniel Elena     | Citroën C4 WRC    | 17:21.1           | Mikko Hirvonen |                |
| WP13                                   | Wydminy 2   | 30,09 km    | 16:56   | Sébastien Loeb     | Daniel Elena     | Citroën C4 WRC    | 15:26.9           | Mikko Hirvonen |                |
| Service Mikołajki, 18:41 Uhr (45 Min.) |             |             |         |                    |                  |                   |                   | Mikko Hirvonen |                |
| Tag 4 (28. Juni)                       |             |             |         |                    |                  |                   |                   | Mikko Hirvonen |                |
| Service Mikołajki, 06:30 Uhr (15 Min.) |             |             |         |                    |                  |                   |                   | Mikko Hirvonen |                |
| WP14                                   | Miłki 1     | 27,07 km    | 07:51   | Sébastien Ogier    | Julien Ingrassia | Citroën C4 WRC    | 13:59.3           | Mikko Hirvonen |                |
| WP15                                   | Tros 1      | 15,11 km    | 08:57   | Henning Solberg    | Cato Menkerud    | Ford Focus RS WRC | 07:53.2           | Mikko Hirvonen |                |
| Service Mikołajki, 10:13 Uhr (30 Min.) |             |             |         |                    |                  |                   |                   | Mikko Hirvonen |                |
| WP16                                   | Miłki 2     | 27,07 km    | 11.49   | Henning Solberg    | Cato Menkerud    | Ford Focus RS WRC | 13:56.0           | Mikko Hirvonen |                |
| WP17                                   | Tros 2      | 15,11 km    | 12:55   | Sébastien Loeb     | Daniel Elena     | Citroën C4 WRC    | 07:44.4           | Mikko Hirvonen |                |
| WP18                                   | Mikołajki 2 | 2,50 km     | 14:35   | Petter Solberg     | Phil Mills       | Citroën Xsara WRC | 01:49.0           | Mikko Hirvonen |                |

### Gewinner Wertungsprüfungen
| WP                | Anzahl | Fahrer             | Auto              |
| ----------------- | ------ | ------------------ | ----------------- |
| 8, 10, 12, 13, 17 | 5      | Sébastien Loeb     | Citroën C4 WRC    |
| 2, 3, 6, 11       | 4      | Mikko Hirvonen     | Ford Focus RS WRC |
| 4, 5, 7           | 3      | Jari-Matti Latvala | Ford Focus RS WRC |
| 15, 16            | 2      | Henning Solberg    | Ford Focus RS WRC |
| 1, 18             | 2      | Petter Solberg     | Citroën Xsara WRC |
| 14                | 1      | Sébastien Ogier    | Citroën C4 WRC    |
| 9                 | 1      | Dani Sordo         | Citroën C4 WRC    |

### Fahrer-WM nach der Rallye
| Pos. | Fahrer             | Punkte |
| ---- | ------------------ | ------ |
| 1    | Mikko Hirvonen     | 58     |
| 2    | Sébastien Loeb     | 57     |
| 3    | Dani Sordo         | 41     |
| 4    | Henning Solberg    | 27     |
| 5    | Jari-Matti Latvala | 25     |

### Team-Weltmeisterschaft
| Pos. | Team                | Punkte |
| ---- | ------------------- | ------ |
| 1    | Citroën WRT         | 106    |
| 2    | Ford WRT            | 89     |
| 3    | Stobart WRT         | 60     |
| 4    | Citroën Junior Team | 29     |